# Dorsonuchales Ödem
Als Dorsonuchales Ödem wird in der Pränataldiagnostik eine ausgeprägte Flüssigkeitsansammlung bezeichnet, die an großen Teilen des Rückens (= dorsal) sowie im Hinterkopf- und Nackenbereich (= nuchal) des ungeborenen Kindes besteht. Im Ultraschall ist ein ausgeprägtes Ödem sichtbar, durch das die Nacken- und Rückenhaut des Kindes deutlich vom Körper abgehoben wird. Von einer Nackentransparenz unterscheidet es sich durch eine "Verbreiterung" von mehr als 3 mm.
Das Vorliegen eines Dorsonuchalen Ödems gilt als sonografischer Softmarker, der ein Hinweis auf eine Chromosomenbesonderheit und/oder eine organische Fehlbildung beim Kind ist.
Es tritt häufig auf bei Kindern mit:
- allgemein Erkrankungen oder Fehlbildungen im Bereich des kardiovaskulären oder lymphovaskulären Systems (z. B. Herzfehler)
- Down-Syndrom (Trisomie 21)[3]
- Pätau-Syndrom (Trisomie 13)
- Edwards-Syndrom (Trisomie 18)
- Turner-Syndrom (Monosomie X)
- Triploidie

Das Dorsonuchale Ödem ist im Mutterpass in der Rubrik „Ultraschalldokumentation“ aufgeführt. Ein eventuelles Vorliegen wird im Zuge der Mutterschaftsvorsorge im Zeitraum der etwa 9. bis 12. Schwangerschaftswoche überprüft.